# E3 Prijs Harelbeke 1992
L'E3 Prijs Harelbeke 1992, trentacinquesima edizione della corsa, si svolse il 28 marzo su un percorso di 205 km, con partenza ed arrivo a Harelbeke. Fu vinta dal belga Johan Museeuw della squadra Lotto davanti all'olandese Wiebren Veenstra e all'altro belga Eric Vanderaerden.

## Ordine d'arrivo (Top 10)
| Pos. | Corridore               | Squadra                      | Tempo    |
| ---- | ----------------------- | ---------------------------- | -------- |
| 1    | Johan Museeuw           | Lotto                        | 5h18'00" |
| 2    | Wiebren Veenstra        | Buckler                      | s.t.     |
| 3    | Eric Vanderaerden       | Buckler                      | s.t.     |
| 4    | Eddy Schurer            | TVM-Sanyo                    | s.t.     |
| 5    | Jean-Pierre Heynderickx | Collstrop-Garden Wood-Histor | s.t.     |
| 6    | Giovanni Fidanza        | Gatorade                     | s.t.     |
| 7    | Jelle Nijdam            | Buckler                      | s.t.     |
| 8    | Mario De Clercq         | Buckler                      | s.t.     |
| 9    | Rob Harmeling           | TVM-Sanyo                    | s.t.     |
| 10   | Nico Verhoeven          | PDM-Ultima-Concorde          | s.t.     |